# Philogenia buenavista
Philogenia buenavista är en trollsländeart som beskrevs av Bick 1988. Philogenia buenavista ingår i släktet Philogenia och familjen Megapodagrionidae. IUCN kategoriserar arten globalt som otillräckligt studerad. Inga underarter finns listade i Catalogue of Life.